# Ampulex
Genre
Ampulex est un genre d'insectes hyménoptères de la famille des Ampulicidae. Bien que ce genre comporte plus d'une centaine d'espèces on n'en retrouve que deux en Europe, Ampulex fasciata et  Ampulex ruficollis.

## Liste d'espèces
Selon Catalogue of Life (26 avril 2020) :
- Ampulex aborensis Nurse, 1914
- Ampulex aenea Spinola, 1841
- Ampulex aeneola Bradley, 1934
- Ampulex albobarbata Tsuneki, 1982
- Ampulex alisana Tsuneki, 1967
- Ampulex angusticollis Spinola, 1841
- Ampulex annulipes de Motschoulsky, 1863
- Ampulex apicalis F.Smith, 1873
- Ampulex approximata R.Turner, 1912
- Ampulex arnoldi Brauns, 1928, in Arnold
- Ampulex assamensis Cameron, 1903
- Ampulex assimilis Kohl, 1893
- Ampulex atrohirta R.Turner, 1915
- Ampulex bantuae Gess, 1984
- Ampulex bidenticollis Tsuneki, 1976
- Ampulex bispinosa (Reich, 1793)
- Ampulex bredoi Arnold, 1947
- Ampulex brunneofasciata Giordani Soika, 1939
- Ampulex bryanti Turner, 1914
- Ampulex canaliculata Say, 1823
- Ampulex carinifrons Cameron, 1903
- Ampulex ceylonica Krombein, 1979
- Ampulex chalybea F.Smith, 1856
- Ampulex collator Bradley, 1934
- Ampulex compressa (Fabricius, 1781)
- Ampulex conigera Kohl, 1893
- Ampulex constanceae (Cameron, 1891)
- Ampulex crassicornis Kohl, 1898
- Ampulex crawshayi R.Turner, 1917
- Ampulex crudelis Bingham, 1897
- Ampulex cuprea F.Smith, 1856
- Ampulex cyanator (Thunberg, 1822)
- Ampulex cyanipes (Westwood, 1841)
- Ampulex cyanura Kohl, 1893
- Ampulex cyclostoma Gribodo, 1894
- Ampulex dentata Matsumura & Uchida, 1926
- Ampulex denticollis (Cameron, 1910)
- Ampulex difficilis Strand, 1913
- Ampulex dissector (Thunberg, 1822)
- Ampulex distinguenda Kohl, 1893
- Ampulex dives Kohl, 1893
- Ampulex elegantula Kohl, 1893
- Ampulex erythropus Kohl, 1893
- Ampulex esakii Yasumatsu, 1936
- Ampulex fasciata Jurine, 1807
- Ampulex ferruginea Bradley, 1934
- Ampulex formicoides R.Turner, 1926
- Ampulex formosa Kohl, 1893
- Ampulex fulgens de Beaumont, 1970
- Ampulex hellmayri W.Schulz, 1904
- Ampulex himalayensis Cameron, 1903
- Ampulex honesta Kohl, 1893
- Ampulex hospes F.Smith, 1856
- Ampulex insularis F.Smith, 1858
- Ampulex interstitialis Cameron, 1903
- Ampulex javana Cameron, 1905
- Ampulex khasiana Cameron, 1903
- Ampulex kristenseni R.Turner, 1917
- Ampulex kurarensis Yasumatsu, 1936
- Ampulex laevigata Kohl, 1893
- Ampulex latifrons Kohl, 1893
- Ampulex lazulina Kohl, 1893
- Ampulex lesothoensis Gess, 1984
- Ampulex longiabdominalis Wu & Chou, 1985
- Ampulex longiclypeus Wu & Chou, 1985
- Ampulex longicollis Cameron, 1902
- Ampulex lugubris Arnold, 1947
- Ampulex luluana Leclercq, 1954
- Ampulex maculicornis (Cameron, 1889)
- Ampulex major Kohl, 1893
- Ampulex melanocera Cameron, 1908
- Ampulex metallica Kohl, 1893
- Ampulex micado Cameron, 1905
- Ampulex micans Kohl, 1893
- Ampulex minor Kohl, 1893
- Ampulex mirabilis Berland, 1935
- Ampulex mocsaryi Kohl, 1898
- Ampulex moebii Kohl, 1893
- Ampulex montana Cameron, 1903
- Ampulex montivaga Gess, 1984
- Ampulex moultoni R.Turner, 1915
- Ampulex murotai Tsuneki, 1973
- Ampulex mutilloides Kohl, 1893
- Ampulex nasuta Er.André, 1895
- Ampulex nebulosa F.Smith, 1856
- Ampulex neotropica Kohl, 1893
- Ampulex nigricans Cameron, 1899
- Ampulex nigrocoerulea de Saussure, 1892, in Distant
- Ampulex nigrosetosa Gess, 1984
- Ampulex nitidicollis R.Turner, 1919
- Ampulex occipitalis Arnold, 1947
- Ampulex overlaeti Leclercq, 1954
- Ampulex pilosa Cameron, 1900
- Ampulex psilopus Kohl, 1893
- Ampulex purpurea (Westwood, 1844)
- Ampulex quadraticollar Wu & Chou, 1985
- Ampulex raptor F.Smith, 1856
- Ampulex regalis F.Smith, 1860
- Ampulex rothneyi Cameron, 1902
- Ampulex rotundioculus Wu & Chou, 1985
- Ampulex ruficollis Cameron, 1888
- Ampulex ruficornis (Cameron, 1889)
- Ampulex ruficoxis Cameron, 1902
- Ampulex rufofemorata Cameron, 1903
- Ampulex sagax Kohl, 1893
- Ampulex satoi Yasumatsu, 1936
- Ampulex sciophanes (Nagy, 1971)
- Ampulex seitzii Kohl, 1893
- Ampulex senex Bischoff, 1915
- Ampulex sibirica (Fabricius, 1793)
- Ampulex sikkimensis (Kriechbaumer, 1874)
- Ampulex smaragdina F.Smith, 1858
- Ampulex sodalicia Kohl, 1893
- Ampulex sonani Yasumatsu, 1936
- Ampulex sonnerati Kohl, 1893
- Ampulex spectabilis Kohl, 1893
- Ampulex splendidula Kohl, 1893
- Ampulex surinamensis de Saussure, 1867
- Ampulex sybarita Kohl, 1893
- Ampulex takeuchii Yasumatsu, 1936
- Ampulex thoracica F.Smith, 1856
- Ampulex timulloides Gess, 1984
- Ampulex toroensis R.Turner, 1919
- Ampulex tridentata Tsuneki, 1982
- Ampulex trigonopsis F.Smith, 1873
- Ampulex varicolor R.Turner, 1919
- Ampulex venusta Stål, 1857
- Ampulex viridescens Arnold, 1947
- Ampulex yunnanensis Wu & Chou, 1985